# Мария Поликсена фон Лайнинген-Дагсбург-Харденбург
Мария Поликсена фон Лайнинген-Дагсбург-Харденбург (на немски: Marie Polyxena von Leiningen-Dagsburg-Hardenburg; * 7 февруари 1662, замък Харденбург/Хартенбург, Бад Дюркхайм; † 22 април 1725, Кирххаймболанден) е графиня от Лайнинген-Дагсбург-Харденбург и чрез женитба покнязена графиня на Насау-Вайлбург (1683 – 1719).

## Биография
Тя е най-малката дъщеря на граф Фридрих Емих фон Лайнинген-Дагсбург-Харденбург (1621 – 1698) и съпругата му графиня Сибила фон Валдек-Вилдунген (1619 – 1678), дъщеря на граф Кристиан фон Валдек-Вилдунген (1585 – 1637) и графиня Елизабет фон Насау-Зиген (1584 – 1661).
Умира на 22 април 1725 г. в Кирххаймболанден на 63 години и е погребана във Вайлбург.

## Фамилия
Мария Поликсена се омъжва на 23 март/3 април 1683 г. за княз Йохан Ернст фон Насау-Вайлбург (1664 – 1719), най-големият син на граф Фридрих фон Насау-Вайлбург (1640 – 1675) и съпругата му графиня Кристиана Елизабет фон Сайн-Витгенщайн-Хомбург (1646 – 1678). Те имат децата:
- Фридрих Лудвиг (1683 – 1703), наследствен принц на Насау-Вайлбург, убит в битката при Шпайербах
- Карл Август (1685 – 1753), женен 1723 г. за принцеса Августа Фридерика фон Насау-Идщайн (1699 – 1750), дъщеря на княз Георг Август Самуел фон Насау-Идщайн
- Мария Поликсена (1686 – 1687)
- Йохана Луиза (1687 – 1688)
- Карл Ернст (1689 – 1708)
- Хайнрих Лудвиг (1690 – 1691)
- Магдалена Хенриета фон Насау-Вайлбург (1691 – 1725), омъжена за княз Фридрих Вилхелм фон Золмс-Браунфелс (1696 – 1761)
- Албертина Христина Луиза (1693 – 1748)
- дъщеря (*/† 1694)